# Diana Krall/Diskografie
Diese Diskografie ist eine Übersicht über die musikalischen Werke der kanadischen Jazzpianistin und Sängerin Diana Krall. Den Quellenangaben zufolge hat sie bisher mehr als 15 Millionen Tonträger verkauft, davon alleine in ihrer Heimat über 2,4 Millionen. Ihre erfolgreichste Veröffentlichung ist das Album The Look of Love mit über 3,4 Millionen verkauften Einheiten.

## Alben

### Studioalben
| Jahr | Titel Musiklabel                                                           | Höchstplatzierung, Gesamtwochen, AuszeichnungChartplatzierungen (Jahr, Titel, Musiklabel, Platzierungen, Wochen, Auszeichnungen, Anmerkungen) | Höchstplatzierung, Gesamtwochen, AuszeichnungChartplatzierungen (Jahr, Titel, Musiklabel, Platzierungen, Wochen, Auszeichnungen, Anmerkungen) | Höchstplatzierung, Gesamtwochen, AuszeichnungChartplatzierungen (Jahr, Titel, Musiklabel, Platzierungen, Wochen, Auszeichnungen, Anmerkungen) | Höchstplatzierung, Gesamtwochen, AuszeichnungChartplatzierungen (Jahr, Titel, Musiklabel, Platzierungen, Wochen, Auszeichnungen, Anmerkungen) | Höchstplatzierung, Gesamtwochen, AuszeichnungChartplatzierungen (Jahr, Titel, Musiklabel, Platzierungen, Wochen, Auszeichnungen, Anmerkungen) | Höchstplatzierung, Gesamtwochen, AuszeichnungChartplatzierungen (Jahr, Titel, Musiklabel, Platzierungen, Wochen, Auszeichnungen, Anmerkungen) | Anmerkungen                                                                      |
| Jahr | Titel Musiklabel                                                           | DE | AT | CH | UK | US | CA | Anmerkungen                                                                      |
| ---- | -------------------------------------------------------------------------- | --- | --- | --- | --- | --- | --- | -------------------------------------------------------------------------------- |
| 1993 | Stepping Out GRP (BMG)                                                     | — | — | — | — | — | — | Erstveröffentlichung: 1993                                                       |
| 1995 | Only Trust Your Heart GRP (BMG)                                            | — | — | — | — | — | — | Erstveröffentlichung: 1995                                                       |
| 1996 | All for You: A Dedication to the Nat King Cole Trio Impulse! (Justin Time) | — | — | — | — | — | — | Erstveröffentlichung: 1996                                                       |
| 1997 | Love Scenes Impulse! (UMG)                                                 | DE— ×2Doppelplatin (German Jazz Award)DE | — | — | — | US109 Platin · (8 Wo.)US | CA— ×2DoppelplatinCA | Erstveröffentlichung: 26. August 1997 Verkäufe: + 1.322.500                      |
| 1999 | When I Look in Your Eyes Verve Records (UMG)                               | DE— ×4Vierfachplatin (German Jazz Award)DE | — | — | UK71 Silber · (2 Wo.)UK | US56 Platin · (60 Wo.)US | CA12 ×3Dreifachplatin · (3 Wo.)CA | Erstveröffentlichung: 8. Juni 1999 Verkäufe: + 1.555.000                         |
| 2001 | The Look of Love Verve Records (UMG)                                       | DE15 Gold (German Jazz Award) + Gold · (25 Wo.)DE                                                                                             | AT15 Gold · (24 Wo.)AT | CH29 Gold · (20 Wo.)CH | UK23 Gold · (10 Wo.)UK | US9 Platin · (53 Wo.)US | CA1 ×7Siebenfachplatin · (30 Wo.)CA | Erstveröffentlichung: 18. September 2001 Verkäufe: + 3.435.000                   |
| 2003 | Vince Benedetti Meets Diana Krall TCB Records (TCB)                        | — | — | — | — | — | — | Erstveröffentlichung: 1. März 2003 mit Vince Benedetti; bereits 1990 aufgenommen |
| 2004 | The Girl in the Other Room Verve Records (UMG)                             | DE7 Gold · (23 Wo.)DE | AT3 Gold · (19 Wo.)AT | CH7 Gold · (15 Wo.)CH | UK4 Gold · (9 Wo.)UK | US4 Gold · (25 Wo.)US | CA1 ×2Doppelplatin · (11 Wo.)CA | Erstveröffentlichung: 31. März 2004 Verkäufe: + 2.180.000                        |
| 2006 | From This Moment On Verve Records (UMG)                                    | DE16 (9 Wo.)DE | AT15 (7 Wo.)AT | CH15 (10 Wo.)CH | UK29 (7 Wo.)UK | US7 (16 Wo.)US | CA1 ×2Doppelplatin · (6 Wo.)CA | Erstveröffentlichung: 12. September 2006 Verkäufe: + 360.000                     |
| 2009 | Quiet Nights Verve Records (UMG)                                           | DE7 (11 Wo.)DE | AT3 Gold · (12 Wo.)AT | CH10 (12 Wo.)CH | UK11 (4 Wo.)UK | US3 (25 Wo.)US | CA2 (13 Wo.)CA | Erstveröffentlichung: 31. März 2009 Verkäufe: + 232.500                          |
| 2012 | Glad Rag Doll Verve Records (UMG)                                          | DE17 (7 Wo.)DE | AT8 (10 Wo.)AT | CH13 (12 Wo.)CH | UK21 (2 Wo.)UK | US6 (11 Wo.)US | CA2 Gold · (7 Wo.)CA | Erstveröffentlichung: 2. Oktober 2012 Verkäufe: + 144.000                        |
| 2015 | Wallflower Verve Records (UMG)                                             | DE9 (17 Wo.)DE | AT5 Gold · (15 Wo.)AT | CH5 (12 Wo.)CH | UK19 (4 Wo.)UK | US10 (9 Wo.)US | CA2 Platin · (8 Wo.)CA | Erstveröffentlichung: 3. Februar 2015 Verkäufe: + 174.000                        |
| 2017 | Turn Up the Quiet Verve Records (UMG)                                      | DE16 ×3Dreifachgold (German Jazz Award) · (4 Wo.)DE                                                                                           | AT5 (9 Wo.)AT | CH10 (7 Wo.)CH | UK32 (1 Wo.)UK | US18 (2 Wo.)US | CA8 (9 Wo.)CA | Erstveröffentlichung: 5. Mai 2017 Verkäufe: + 98.000                             |
| 2018 | Love Is Here to Stay Verve Records / Columbia Records (UMG)                | DE20 (2 Wo.)DE | AT4 (7 Wo.)AT | CH12 (4 Wo.)CH | UK33 (1 Wo.)UK | US11 (4 Wo.)US | CA19 (4 Wo.)CA | Erstveröffentlichung: 14. September 2018 mit Tony Bennett; Verkäufe: + 46.000    |
| 2020 | This Dream of You Verve Records (UMG)                                      | DE30 Gold (German Jazz Award) · (3 Wo.)DE | AT15 (3 Wo.)AT | CH13 (6 Wo.)CH | — | — | CA82 (1 Wo.)CA | Erstveröffentlichung: 25. September 2020 Verkäufe: + 10.000                      |

### Livealben
| Jahr | Titel Musiklabel                  | Höchstplatzierung, Gesamtwochen, AuszeichnungChartplatzierungen (Jahr, Titel, Musiklabel, Platzierungen, Wochen, Auszeichnungen, Anmerkungen) | Höchstplatzierung, Gesamtwochen, AuszeichnungChartplatzierungen (Jahr, Titel, Musiklabel, Platzierungen, Wochen, Auszeichnungen, Anmerkungen) | Höchstplatzierung, Gesamtwochen, AuszeichnungChartplatzierungen (Jahr, Titel, Musiklabel, Platzierungen, Wochen, Auszeichnungen, Anmerkungen) | Höchstplatzierung, Gesamtwochen, AuszeichnungChartplatzierungen (Jahr, Titel, Musiklabel, Platzierungen, Wochen, Auszeichnungen, Anmerkungen) | Höchstplatzierung, Gesamtwochen, AuszeichnungChartplatzierungen (Jahr, Titel, Musiklabel, Platzierungen, Wochen, Auszeichnungen, Anmerkungen) | Höchstplatzierung, Gesamtwochen, AuszeichnungChartplatzierungen (Jahr, Titel, Musiklabel, Platzierungen, Wochen, Auszeichnungen, Anmerkungen) | Anmerkungen                                               |
| Jahr | Titel Musiklabel                  | DE | AT | CH | UK | US | CA | Anmerkungen                                               |
| ---- | --------------------------------- | --- | --- | --- | --- | --- | --- | --------------------------------------------------------- |
| 2002 | Live in Paris Verve Records (UMG) | DE53 (5 Wo.)DE | AT19 Gold · (8 Wo.)AT | CH30 (8 Wo.)CH | UK30 Silber · (7 Wo.)UK | US18 Gold · (30 Wo.)US | CA3 ×2Doppelplatin · (4 Wo.)CA | Erstveröffentlichung: 1. Oktober 2002 Verkäufe: + 932.500 |

### Kompilationen
| Jahr | Titel Musiklabel                     | Höchstplatzierung, Gesamtwochen, AuszeichnungChartplatzierungen (Jahr, Titel, Musiklabel, Platzierungen, Wochen, Auszeichnungen, Anmerkungen) | Höchstplatzierung, Gesamtwochen, AuszeichnungChartplatzierungen (Jahr, Titel, Musiklabel, Platzierungen, Wochen, Auszeichnungen, Anmerkungen) | Höchstplatzierung, Gesamtwochen, AuszeichnungChartplatzierungen (Jahr, Titel, Musiklabel, Platzierungen, Wochen, Auszeichnungen, Anmerkungen) | Höchstplatzierung, Gesamtwochen, AuszeichnungChartplatzierungen (Jahr, Titel, Musiklabel, Platzierungen, Wochen, Auszeichnungen, Anmerkungen) | Höchstplatzierung, Gesamtwochen, AuszeichnungChartplatzierungen (Jahr, Titel, Musiklabel, Platzierungen, Wochen, Auszeichnungen, Anmerkungen) | Höchstplatzierung, Gesamtwochen, AuszeichnungChartplatzierungen (Jahr, Titel, Musiklabel, Platzierungen, Wochen, Auszeichnungen, Anmerkungen) | Anmerkungen                                                  |
| Jahr | Titel Musiklabel                     | DE | AT | CH | UK | US | CA | Anmerkungen                                                  |
| ---- | ------------------------------------ | --- | --- | --- | --- | --- | --- | ------------------------------------------------------------ |
| 2007 | The Very Best of Verve Records (UMG) | DE52 (3 Wo.)DE | AT36 (5 Wo.)AT | CH25 (8 Wo.)CH | UK35 Silber · (2 Wo.)UK | US19 (17 Wo.)US | CA6 Platin · (1 Wo.)CA | Erstveröffentlichung: 18. September 2007 Verkäufe: + 246.000 |
| 2021 | Das Beste - Hits und Klassiker –     | — | — | — | — | — | — | Erstveröffentlichung: 13. August 2021                        |

### EPs
| Jahr | Titel Musiklabel                                      | Anmerkungen                             |
| ---- | ----------------------------------------------------- | --------------------------------------- |
| 1998 | Have Yourself a Merry Little Christmas Impulse! (UMG) | Erstveröffentlichung: 21. November 1998 |

### Weihnachtsalben
| Jahr | Titel Musiklabel                    | Höchstplatzierung, Gesamtwochen, AuszeichnungChartplatzierungen (Jahr, Titel, Musiklabel, Platzierungen, Wochen, Auszeichnungen, Anmerkungen) | Höchstplatzierung, Gesamtwochen, AuszeichnungChartplatzierungen (Jahr, Titel, Musiklabel, Platzierungen, Wochen, Auszeichnungen, Anmerkungen) | Höchstplatzierung, Gesamtwochen, AuszeichnungChartplatzierungen (Jahr, Titel, Musiklabel, Platzierungen, Wochen, Auszeichnungen, Anmerkungen) | Höchstplatzierung, Gesamtwochen, AuszeichnungChartplatzierungen (Jahr, Titel, Musiklabel, Platzierungen, Wochen, Auszeichnungen, Anmerkungen) | Höchstplatzierung, Gesamtwochen, AuszeichnungChartplatzierungen (Jahr, Titel, Musiklabel, Platzierungen, Wochen, Auszeichnungen, Anmerkungen) | Höchstplatzierung, Gesamtwochen, AuszeichnungChartplatzierungen (Jahr, Titel, Musiklabel, Platzierungen, Wochen, Auszeichnungen, Anmerkungen) | Anmerkungen                                                                                       |
| Jahr | Titel Musiklabel                    | DE | AT | CH | UK | US | CA | Anmerkungen                                                                                       |
| ---- | ----------------------------------- | --- | --- | --- | --- | --- | --- | ------------------------------------------------------------------------------------------------- |
| 2005 | Christmas Songs Verve Records (UMG) | DE34 (7 Wo.)DE | AT27 Gold · (7 Wo.)AT | CH28 (6 Wo.)CH | — | US17 Gold · (10 Wo.)US | CA2 ×2Doppelplatin · (8 Wo.)CA | Erstveröffentlichung: 26. Oktober 2005 Verkäufe: + 794.000; feat. Clayton-Hamilton Jazz Orchestra |

## Singles
| Jahr | Titel Album                                                              | Höchstplatzierung, Gesamtwochen, AuszeichnungChartplatzierungen (Jahr, Titel, Album, Platzierungen, Wochen, Auszeichnungen, Anmerkungen) | Höchstplatzierung, Gesamtwochen, AuszeichnungChartplatzierungen (Jahr, Titel, Album, Platzierungen, Wochen, Auszeichnungen, Anmerkungen) | Höchstplatzierung, Gesamtwochen, AuszeichnungChartplatzierungen (Jahr, Titel, Album, Platzierungen, Wochen, Auszeichnungen, Anmerkungen) | Höchstplatzierung, Gesamtwochen, AuszeichnungChartplatzierungen (Jahr, Titel, Album, Platzierungen, Wochen, Auszeichnungen, Anmerkungen) | Höchstplatzierung, Gesamtwochen, AuszeichnungChartplatzierungen (Jahr, Titel, Album, Platzierungen, Wochen, Auszeichnungen, Anmerkungen) | Höchstplatzierung, Gesamtwochen, AuszeichnungChartplatzierungen (Jahr, Titel, Album, Platzierungen, Wochen, Auszeichnungen, Anmerkungen) | Anmerkungen                                              |
| Jahr | Titel Album                                                              | DE | AT | CH | UK | US | CA | Anmerkungen                                              |
| ---- | ------------------------------------------------------------------------ | --- | --- | --- | --- | --- | --- | -------------------------------------------------------- |
| 2004 | Temptation The Girl in the Other Room                                    | — | — | — | — | — | — | Erstveröffentlichung: 15. März 2004                      |
| 2004 | Narrow Daylight The Girl in the Other Room                               | — | — | — | UK87 (1 Wo.)UK | — | — | Erstveröffentlichung: April 2004                         |
| 2012 | There Ain’t No Sweet Man That’s Worth the Salt of My Tears Glad Rag Doll | — | — | — | — | — | — | Erstveröffentlichung: 20. Juli 2012                      |
| 2018 | Fascinating Rhythm Love Is Here to Stay                                  | — | — | — | — | — | — | Erstveröffentlichung: 3. August 2018 mit Tony Bennett    |
| 2018 | Nice Work If You Can Get It Love Is Here to Stay                         | — | — | — | — | — | — | Erstveröffentlichung: 17. August 2018 mit Tony Bennett   |
| 2018 | Love Is Here to Stay                                                     | — | — | — | — | — | — | Erstveröffentlichung: 7. September 2018 mit Tony Bennett |
| 2020 | How Deep Is the Ocean This Dream of You                                  | — | — | — | — | — | — | Erstveröffentlichung: 14. August 2020                    |
| 2020 | I Wished on the Moon This Dream of You                                   | — | — | — | — | — | — | Erstveröffentlichung: 28. August 2020                    |
| 2024 | The Man With the Bag –                                                   | — | — | — | — | — | — | Erstveröffentlichung: 11. Oktober 2024                   |

## Videoalben
| Jahr | Titel                              | Anmerkungen                             |
| ---- | ---------------------------------- | --------------------------------------- |
| 2002 | In Concert: Live in Paris          | Erstveröffentlichung: 2. April 2002     |
| 2004 | Live at the Montreal Jazz Festival | Erstveröffentlichung: 23. November 2004 |
| 2009 | Live in Rio                        | Erstveröffentlichung: 26. Mai 2009      |

## Promoveröffentlichungen
Promo-Singles
| Jahr | Titel Album                    | Anmerkungen                |
| ---- | ------------------------------ | -------------------------- |
| 2005 | Jingle Bells Christmas Songs   | Erstveröffentlichung: 2005 |
| 2015 | California Dreamin’ Wallflower | Erstveröffentlichung: 2015 |

## Statistik

### Chartauswertung
|                     | DE     | AT     | CH     | UK     | US     | CA     |
| ------------------- | ------ | ------ | ------ | ------ | ------ | ------ |
| Nummer-eins-Alben   | DE—DE  | AT—AT  | CH—CH  | UK—UK  | US—US  | CA3CA  |
| Top-10-Alben        | DE3DE  | AT6AT  | CH4CH  | UK1UK  | US6US  | CA10CA |
| Alben in den Charts | DE12DE | AT12AT | CH12CH | UK11UK | US13US | CA13CA |

|                       | DE    | AT    | CH    | UK    | US    | CA    |
| --------------------- | ----- | ----- | ----- | ----- | ----- | ----- |
| Nummer-eins-Singles   | DE—DE | AT—AT | CH—CH | UK—UK | US—US | CA—CA |
| Top-10-Singles        | DE—DE | AT—AT | CH—CH | UK—UK | US—US | CA—CA |
| Singles in den Charts | DE—DE | AT—AT | CH—CH | UK1UK | US—US | CA—CA |

### Auszeichnungen für Musikverkäufe
| Land/RegionAuszeichnungen für Musikverkäufe (Land/Region, Auszeichnungen, Verkäufe, Quellen) | Silber     | Gold       | Platin       | Verkäufe    | Quellen |
| -------------------------------------------------------------------------------------------- | ---------- | ---------- | ------------ | ----------- | --- |
| Argentinien (CAPIF)                                                                          | —          | 2× Gold2   | Platin1      | 48.000      | capif.org.ar (Memento vom 31. Mai 2011 im Internet Archive) AR2 (Memento vom 6. Juli 2011 im Internet Archive) |
| Australien (ARIA)                                                                            | —          | 3× Gold3   | 2× Platin2   | 190.000     | aria.com.au |
| Brasilien (PMB)                                                                              | —          | 3× Gold3   | —            | 130.000     | pro-musicabr.org.br                                                                                            |
| Dänemark (IFPI)                                                                              | —          | Gold1      | —            | 20.000      | ifpi.dk |
| Deutschland (BVMI)                                                                           | —          | 5× Gold5   | 7× Platin7   | 420.000     | musikindustrie.de                                                                                              |
| Europa (IFPI)                                                                                | —          | —          | 2× Platin2   | (2.000.000) | ifpi.org (Memento vom 1. Januar 2014 im Internet Archive)                                                      |
| Frankreich (SNEP)                                                                            | —          | 5× Gold5   | Platin1      | 550.000     | infodisc.fr snepmusique.com                                                                                    |
| Japan (RIAJ)                                                                                 | —          | —          | —            | 35.000      | Einzelnachweise                                                                                                |
| Kanada (MC)                                                                                  | —          | 3× Gold3   | 33× Platin33 | 2.430.000   | musiccanada.com                                                                                                |
| Neuseeland (RMNZ)                                                                            | —          | 3× Gold3   | 3× Platin3   | 67.500      | aotearoamusiccharts.co.nz                                                                                      |
| Niederlande (NVPI)                                                                           | —          | Gold1      | —            | 15.000      | nvpi.nl |
| Österreich (IFPI)                                                                            | —          | 6× Gold6   | —            | 85.500      | ifpi.at |
| Polen (ZPAV)                                                                                 | —          | 3× Gold3   | 8× Platin8   | 95.000      | olis.pl |
| Portugal (AFP)                                                                               | —          | 4× Gold4   | Platin1      | 70.000      | Einzelnachweise                                                                                                |
| Russland (NFPF)                                                                              | —          | Gold1      | —            | 10.000      | 2m-online.ru (Memento vom 24. Januar 2009 im Internet Archive)                                                 |
| Schweiz (IFPI)                                                                               | —          | 2× Gold2   | —            | 40.000      | hitparade.ch                                                                                                   |
| Spanien (Promusicae)                                                                         | —          | 5× Gold5   | —            | 170.000     | elportaldemusica.es                                                                                            |
| Ungarn (MAHASZ)                                                                              | —          | 4× Gold4   | 2× Platin2   | 35.000      | slagerlistak.hu                                                                                                |
| Vereinigte Staaten (RIAA)                                                                    | —          | 5× Gold5   | 5× Platin5   | 7.010.000   | riaa.com |
| Vereinigtes Königreich (BPI)                                                                 | 2× Silber2 | 3× Gold3   | —            | 420.000     | bpi.co.uk |
| Insgesamt                                                                                    | 2× Silber2 | 59× Gold59 | 65× Platin65 |             | |